# Миссия военных наблюдателей ООН в Индии и Пакистане

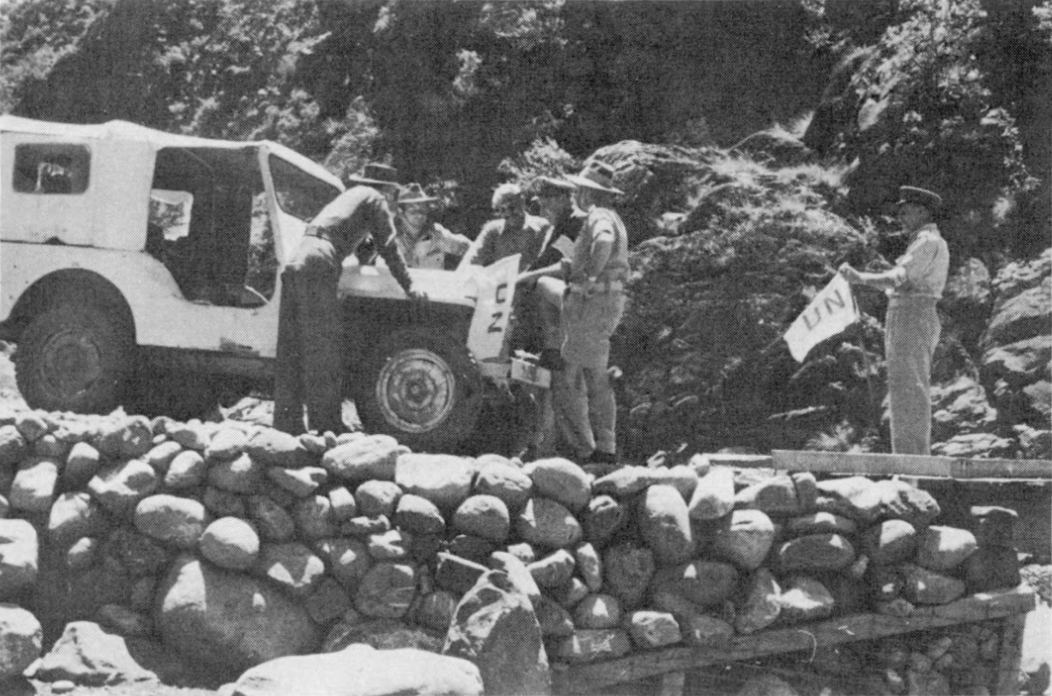
Наблюдатели миссии ООН выступают посредниками в ходе переговоров индийских и пакистанских офицеров-пограничников, 1960-е годы

ООН играет важную роль в установлении мира в Джамму и Кашмире, который стал ареной конфликта с 1947 года, когда Индия и Пакистан обрели независимость. В 1948 г. Совет Безопасности ООН принял резолюцию 39, которой была учреждена Комиссия Совета Безопасности ООН по Индии и Пакистану (UNCIP) для разрешения Кашмирского конфликта.
Мирный договор между Индией и Пакистаном, подписанный в Карачи в 1949 г., предусматривал направление в регион наблюдателей Комиссии Совета Безопасности ООН по Индии и Пакистану (UNCIP).
После войны 1971 года Симлское соглашение 1972 года установило линию контроля в регионе. После этого Индия выступила за удаление наблюдателей ООН. Пакистан, напротив, выступает за их оставление.

## Интересные факты
Войска ООН в Кашмире послужили прообразом миссии ООН по навязыванию мира в Кашмире (UNMAPFOR) в политическом романе Виталия Трофимова-Трофимова «Трехрукий ангел».